# Michel Fayol
Pour les articles homonymes, voir Fayol.
Michel Fayol est un chercheur français, professeur émérite en psychologie du développement, spécialisé dans l'acquisition de l'écrit, en particulier l'acquisition de la lecture et de l'orthographe en français, et dans l'acquisition des compétences numériques chez l'enfant.

## Biographie
Après un doctorat en psychologie obtenu à l'université de Bordeaux, il commence sa carrière professionnelle comme maitre de conférences à l'université de Montpellier II en 1977. En 1981 il obtient un doctorat es lettres et sciences humaines, toujours à l'université de Bordeaux, et la même année il devient professeur des universités à l'université de Bourgogne de Dijon. En 1998 il rejoint l'université Blaise-Pascal de Clermont-Ferrand.
Il est retraité et membre du Laboratoire de psychologie sociale et cognitive (LAPSCO) de l'université de Clermont-Ferrand.
Depuis 2018, il appartient au conseil scientifique de l'Éducation nationale.
Michel Fayol a été fait docteur honoris causa de l'université de Liège en 2000.

## Recherche
Il a centré ses recherches sur deux des trois systèmes symboliques écrits : l’écrit et la numération.
Concernant l'étude de la langue écrite il se concentre principalement sur l'angle de la production et particulièrement de l'apprentissage et l'enseignement de l'orthographe. Il a d'ailleurs présenté une courte conférence sur ce thème au collège de France dans le cadre d'un séminaire de la chaire de psychologie cognitive expérimentale du professeur Stanislas Dehaene. Il est membre du comité scientifique de l'Observatoire national de la lecture de 1996 à 2007.
Concernant l'étude de la numération, Michel Fayol a mené un large spectre de recherches allant de l'acquisition du nombre à la résolution des problèmes arithmétiques.
Par exemple, l'abandon de la règle de trois au profit d'un concept plus général : la linéarité. Plutôt qu'une règle, on propose un instrument, la proportionnalité, estimant qu'au-delà des règles de calcul, il existe des savoirs et des savoir-faire plus abstraits permettant de structurer davantage la pensée.